# Parnell (Iowa)
Parnell é uma cidade localizada no estado americano de Iowa, no Condado de Iowa.

## Demografia
Segundo o censo americano de 2000, a sua população era de 220 habitantes.
Em 2006, foi estimada uma população de 217, um decréscimo de 3 (-1.4%).

## Geografia
De acordo com o United States Census Bureau tem uma área de
0,4 km², dos quais 0,4 km² cobertos por terra e 0,0 km² cobertos por água.

## Localidades na vizinhança
O diagrama seguinte representa as localidades num raio de 16 km ao redor de Parnell.